# نور محمد
نور محمد (بالإنجليزية: Noor Muhammad)‏ هو رياضياتي باكستاني، ولد في 15 أبريل 1951 في أبوت آباد في باكستان، وتوفي في 12 أبريل 2004 في إسلام آباد في باكستان.